# Dede (Alevisme)
Dede (tyrkisk, bedstefar, eller tiltale til gamle mennesker) er et udtryk, som benyttes om højtstående sufi-personer hos bl.a. mevlevi-ordenen og i alevismen.
I alevismen er dede en betegnelse for en seyyid, der varetager de religiøse affærer.
Ordet dede, er en tyrkisk version af det persiske ord pir, som ligeledes betyder "gammel mand" og bruges som en benævnelse for en religiøs lære hos sufi-ordener.
Ordet pir er den persiske version af det arabiske sheikh, som på lignende vis betyder "gammel mand". Alle tre udtryk bruges i forskellige sufi-kredse.
I alevismen er det i dag mest udbredt at benytte dede og pir, mens sheikh i højere grad bruges om historiske personer, som f.eks. Sheikh Badr al-Din (Seyh Bedrettin) og Sheikh Safi al-Din (Seyh Safiyettin). Det arabiske udtryk murshid, benyttes også af og til, men det menes at der i alevismen findes en hierarkisk skelnen mellem de forskellige betegnelser, hvor dede er den laveste og murshid den højeste i hierarkiet.
Dede'er har i historiens løb leveret deres viden videre til deres børn og således videreført arven til sin slægt. Når dede'ernes børn har opnået den tilstrækkelige viden og kompetencer, har disse overtaget funktionerne som dede, for dede-slægtens tilhørende ocak. Dette betyder også, at det under normale omstændigheder ikke er muligt for en ikke-seyyid at blive dede. Dede'erne har derfor også hundreder af år gamle stamtræ, som fungerer som et slags slægtscertifikat. I bektashi-ordenen derimod, har enhver egnet person muligheden for at opnå en tilsvarende position, som f.eks. en baba.
Oplæringen af dede'erne er primært baseret på mundtlige overleveringer, men også på adskillige skriftlige kilder. Skriftlige kilder har dog aldrig været særlig udbredt blandt alevitter, da disse udgjorde en fare for alevitternes sikkerhed. Dette skyldtes, at alevitterne var under konstant overvågning og forfølgelse af Det Osmanniske Rige. De fleste af alevismens skriftlige kilder menes også at være destrueret under Osmannerrigets forfølgelser.